# Грановеттер, Марк
Марк Гранове́ттер (англ. Mark Sanford Granovetter; род. 1943) — американский социолог, именной профессор Стэнфорда. Является наиболее известным представителем сетевого подхода в экономической социологии, в частности разработал модель распространения информации в социальных сетях.
Член Национальной академии наук США (2020). Лауреат BBVA Foundation Frontiers of Knowledge Award (2022). Clarivate Citation Laureate (2014).

## Общие сведения
Получил степени бакалавра истории в Принстонском университете (1965) и доктора философии по социологии в Гарвардском университете (1970, тема диссертации: «Переход с работы на работу: информационные каналы мобильности среди населения пригородов»). В Гарварде работал под руководством Харрисона Уайта. В настоящее время — профессор в Школе гуманитарных и естественных наук в Стэнфордском университете, заведующий кафедрой социологии.

## Основные идеи

### Сила слабых связей
Статья Грановеттера «Сила слабых связей» является наиболее известной его работой. Согласно Грановеттеру, слабые связи, являясь наиболее значимым источником информации, способствуют продвижению субъекта (работника по карьерной лестнице, компании на рынке), тем самым, становясь мощным механизмом социальной мобильности. В отличие от слабых, сильные и тесные межличностные связи являются каналом информации, менее всего отличающейся от той, которой располагает сам субъект. Такая информация начинает дублироваться, что снижает её полезность. Так, на примере поиска работы Грановеттер показывает, что слабые связи (через знакомых, бывших сотрудников) позволяют быстрее продвигаться по карьерной лестнице. Также, Грановеттер указывает на высокое значение слабых связей для развития человеческого капитала.

### Новая экономическая социология: Укорененность (embeddedness)
После публикации в 1985 году статьи «Экономическое действие и социальная структура: проблема укорененности» Грановеттер становится наиболее видным американским экономсоциологом, положив начало новой экономической социологии. Марк Грановеттер берёт на вооружение методологический подход экономической антропологии Карла Поланьи, его понятие «embeddedness», характеризующее укорененность, вложенность экономики в социальную структуру. Развивая этот подход, Грановеттер предлагает концепцию, согласно которой экономические отношения между отдельными лицами или фирмами вложены в реальные социальные сети и не существуют в абстрактной идеализированной модели рынка.
Окончательное формирование новой экономической социологии связано с выпуском в 1992 году сборника «Социология экономической жизни», авторами которого были М. Грановеттер и Р. Сведберг. Во введении к этому сборнику авторы говорят о том, что любое экономическое действие социально определенно и его нельзя объяснить без изучения индивидуальных мотивов каждого отдельно взятого индивида. Оно вложено в сети личных отношений. Под сетями авторы подразумевают постоянные контакты или подобные социальные связи среди индивидов и групп.

## Избранная библиография
- Getting A Job: A Study of Contacts and Careers (англ.). — Cambridge, Mass: Harvard University, 1974. — ISBN 978-0-674-35416-6.
- Social Structure and Network Analysis (неопр.) / Marsden, Peter V.; Lin, Nan. — Sage, 1982. — ISBN 978-0-8039-1888-7.
- Networks and Organizations: Structure, Form, and Action (англ.) / Nohria, Nitin; Eccles, Robert. — Boston, Mass: Harvard Business School, 1992. — ISBN 978-0-87584-324-7.
- Экономическое действие и социальная структура: проблема укорененности // Экономическая социология. 2002. № 3.
- Социологические и экономические подходы к анализу рынка труда: социоструктурный взгляд // Экономическая социология. 2011. № 2.